# Fannenschmiedius Péter
Peter Pfannenschmiedt más írásmódban Pfannenschmidt, latinosan Petrus Fannenschmiedius, magyarosítva Fannenschmiedius Péter (1630 körül – 1677,  Brassó) nyomdász és lutheránus prédikátor. 1667-ben Lipcsében tanult. 1675-től haláláig, 1677-ig ő vezette a Martin Wolfgang által 1625-ben alapított nyomdát, amit aztán halála után özvegye vitt tovább.

## Művei
- Disputatio II. De ente ejusque Distinctionibus Nominalibus… Resp… Ad diem 27. Octobr. Coronae, 1656 (Albrich, Martinus, Opusculum Metaphysicum. Coronae, 1657. c. gyűjteményes munkában)[3]